# 항성년
항성년(恒星年, sidereal year)은 천구상을 지나는 태양이 황도상에 고정된 별과 겹친 뒤 다시 겹쳐질 때까지의 시간을 말하며, 1항성년은 약 365.2564 태양일이며, 약 366.256 항성일이다. 항성년은 태양년보다 약간 긴데, 그 이유는 춘분점이 천구에 고정되어 있는 것이 아니라 세차 운동으로 인해 조금씩 이동하고 있기 때문이다.

## 같이 보기
- 춘분점
- 태양년